# Jan Kassies
Jan Kassies (Lobith (gemeente Herwen en Aerdt), 30 mei 1920 – Amstelveen, 31 oktober 1995) was een Nederlandse cultuurfilosoof. Hij was in de Tweede Wereldoorlog betrokken bij de verspreiding van het toen illegale blad Vrij Nederland. In 1941 werd hij gearresteerd en verkeerde tot het eind van de oorlog in Duitse gevangenschap. Na de oorlog heeft hij talloze functies bekleed in het culturele en politieke leven.

## Biografie
Van 1945 tot 1958 was Jan Kassies werkzaam bij de Federatie van Kunstenaarsverenigingen, aanvankelijk als administrateur, later als directeur. Van 1958 tot september 1966 was hij secretaris van de Raad voor de Kunst (nu: Raad voor Cultuur). In 1966 trad hij aan als directeur van de Amsterdamse Toneelschool. Onder zijn aanvoering ontstond de Theaterschool, waarin naast de Toneelschool verschillende dansopleidingen, de Kleinkunstacademie en de Mimeopleiding een plek vonden. Tot 1978 was Kassies directeur van dit samenwerkingsverband. Vervolgens was hij tot 1995 directeur van het door hem opgezette Instituut voor Theateronderzoek.
Daarnaast heeft Jan Kassies zijn invloed doen gelden door het uitoefenen van vele nevenfuncties. Zo was hij later ondervoorzitter van de Raad voor de Kunst (1966-1971), voorzitter van de VPRO (1969-1971), vicevoorzitter (1981-1992) en vervolgens voorzitter van de stichting Bedrijfsfonds voor de Pers (1993-1995) en voorzitter van het Stimuleringsfonds Nederlandse Culturele Omroepproducties (later Mediafonds) van 1988-1995.
Van 1987-1995 was hij lid van de Eerste Kamer voor de Partij van de Arbeid. Hij was woordvoerder voor cultuur en hield zich ook bezig met hoger onderwijs. Als senator voer hij een onafhankelijke koers. Zo was hij in 1993 de enige in zijn fractie die tegen het schrappen van hoger beroep in de Vreemdelingenwet stemde. Een andere politieke functie was het lidmaatschap van het curatorium van de Wiardi Beckman Stichting (1978).
Jan Kassies trouwde tweemaal. Hij heeft een zoon en drie dochters.

## Invloed
Jan Kassies bekleedde een spilfunctie in de ontwikkeling van het naoorlogse cultuurpolitieke gedachtegoed. Hij ging uit van een breed cultuurbegrip, waarin spreiding en participatie sleutelwoorden waren. Iedereen moest als toeschouwer of (amateur)beoefenaar van kunst aan het culturele leven kunnen deelnemen. Nieuwsgierigheid en bereidheid de eigen horizon te verbreden waren in zijn ogen onmisbaar om in een snel veranderende wereld staande te blijven. Kunst en kunstbeoefening speelden daarbij een belangrijke rol.
Als directeur van de Federatie van Kunstenaarsverenigingen, voortgekomen uit het kunstenaarsverzet in WOII, slaagde hij er in de belangen van uiteenlopende groepen kunstenaars (schrijvers, componisten, ontwerpers, filmers) te bundelen. Middels de Federatie wist hij ook de kracht van dat kunstenaarsverzet om te zetten in een effectieve organisatie waardoor de kunstwereld een professionele en gezaghebbende tegenspeler van de overheid kon worden. Dat heeft voorzieningen opgeleverd voor kunsteducatie en –vakonderwijs, fondsen als het Mediafonds en onderzoeksinstituten als de Boekmanstichting.

## Erkenning
- 1989: Verzetsprijs Stichting Kunstenaarsverzet 1942-1945
- 1990: Zilveren Anjer Prins Bernhard Cultuurfonds
- 1994: Prijs Stichting Fonds Kunst en Educatie